# Маскуты

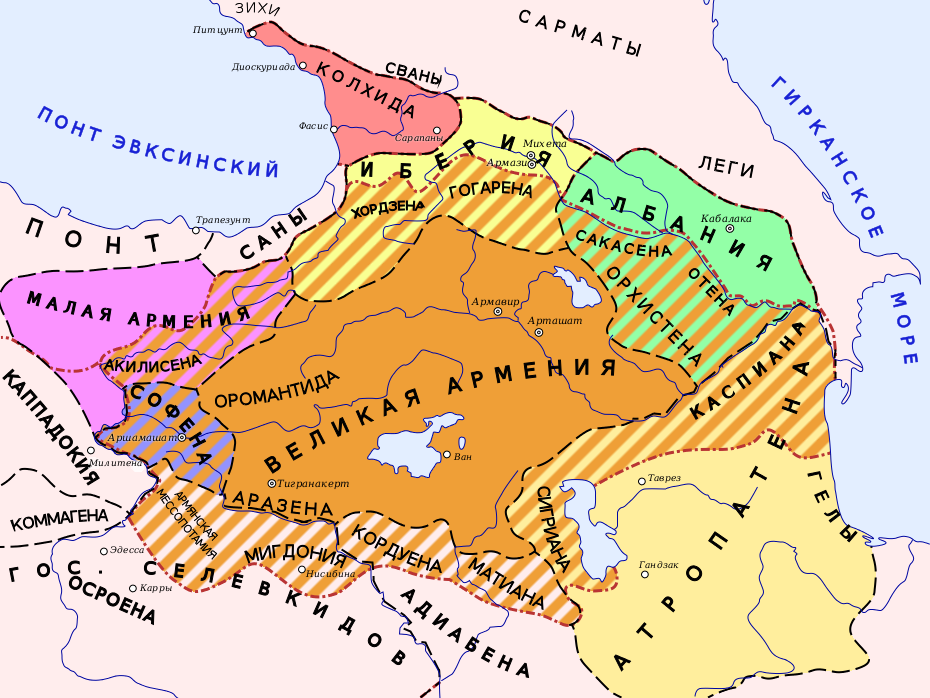
Закавказье в II—I вв. до н. э., по «Всемирной истории», т.2, М., 1956 г.

Маскуты — ираноязычный народ, населявший область Маскут на северо-востоке современного Азербайджана и юге Дагестана.

## Происхождение и культура
Название представляет собой, собственно, вариант имени массагетов, населявших область с I в. н. э. (упомянуты в этом районе уже у Геродота и Плиния Старшего). Последних некоторые авторы считают ближайшими родственниками древних аланов, другие же, опираясь на свидетельства Аммиана Марцеллина и Диона Кассия — частью аланского племенного союза.
По мнению некоторых авторов, маскуты, или массагеты, были известны на этих территориях со времён царицы Томирис[21]. Их принадлежность к скифским племенам также подтверждается несколькими авторами, как античными так и авторами нового времени (так, Аммиан Марцеллин не видел разницы между аланами и маскутами). Ранее на этих территориях было известно закавказское скифское царство Ишкуза[22].
Ряд историков связывали маскутов с мушками (которых отождествляли с библейским Мешехом), а также с моссинеками, макронами и мосхами. Версии о связи между потомками Мешеха и славянских народов придерживается Киевский синопсис, изданный впервые в 1674 году.
Некоторые авторы считают, что маскуты археологически представлены катакомбным могильником IV—V вв., что находится на возвышенности Паласа-сырт южнее Дербента; погребальный обряд близок к аланскому.
Вожди маскутов возводили себя к Аршакидам, царствовавшим в Парфии и Армении, однако о массагетах писал ещё Геродот, то есть они были известны истории значительно раньше, чем собственно Аршакиды.

## Область расселения маскутов
Область Маскут простиралась вдоль Каспийского побережья от устья Куры до реки Самур, а в некоторые периоды — до современного Дербента (в то время носившего название Чола, или Чора), причём Чола, как предполагают, была столицей маскутских царей Южную границу области определяют как Куру, р. Гильгильчай или Бешбармак (под Баку). На западе с Маскутом соседствовала Кавказская Албания; на юге, за Курой — область Пайтакаран; на северо-западе, в горах Дагестана, он соседствовал с областью Лпиния.
Сара Ашурбейли локализовала область проживания маскутов (кавказских массагетов) прикаспийским побережьем современного Дербентского района Дагестана, а также Апшероном, Муганской равниной, Губинским, Гусарским и Шабранским районами Азербайджана.
Кроме собственно маскутов, кочевавших в полупустынных прикаспийских степях, в районе Чолы жили албаны, сильвы (чилбы), леги, хечмитаки (или хачматаки — это маскуты, принявшие христианство), гунны, хазары.
Армянский географ VII в. Анания Ширакаци перечисляет маскутов в числе «народов Сарматии» и говорит, что они живут «у самого Каспийского моря, куда доходят отроги Кавказа и где воздвигнута Дербендская стена, громадная твердыня в море»

## История маскутов. Санатрук

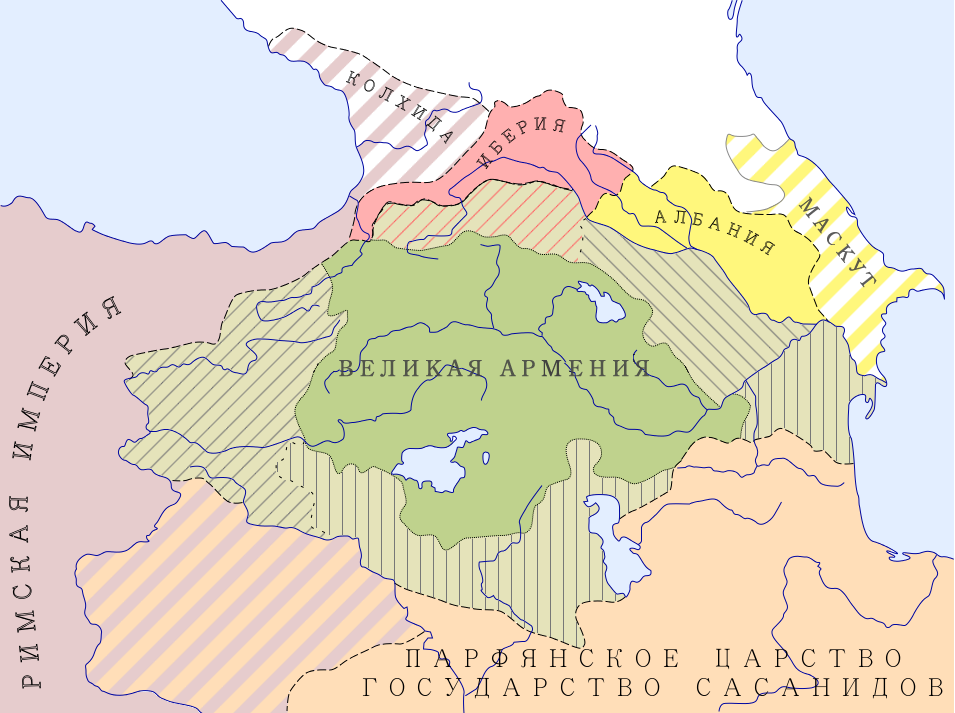
Закавказье в I—IV вв. н. э. Желто-белыми полосами показан Маскут.

Первое появление маскутов на исторической арене относится к IV в. н. э.; однако армянские источники, повествующие об этом факте, противоречивы. Повествуя об одних и тех же событиях, Фавстос Бузанд говорит о Санесане, царе маскутов, живших за Курой; наоборот, Мовсес Хоренаци и за ним Мовсес Каганкатваци говорят о Санатруке, родственнике армянского царя Трдата III, которого тот назначил правителем армянской провинции Пайтакаран (к югу от Куры и Аракса). Эти сведения примиряют таким образом, что Санесан-Санатрук признаётся царём массагетов, назначенным Трдатом правителем Пайтакарана.
Канва событий, согласно этим источникам (самым ранним из которых является Бузанд), выглядит следующим образом. В середине 330-х гг. к Санесану-Санатруку для проповеди христианства был послан 15-летний Григорис, внук Григория, просветителя Армении. Поначалу его миссия удавалась, но вскоре после смерти Трдата Санесан казнил Григория, привязав его к хвосту коня, принял царский титул (по Хоренаци) и вместе с кавказскими племенами совершил набег на Армению, по утверждению армянских авторов — по наущению персидского царя Шапура II (336). Согласно рассказу Фавста Бузанда, «он перешёл свою границу, большую реку Куру и наводнил армянскую страну. Не было числа множеству его конных полков и счёта пешему войску, вооружённому палицами, так что и сами они не могли сосчитать своё войско». Царь Армении Хосров Котак с патриархом Вртанесом укрылись в крепости Дарюнк (в Цопке), высланное против Санесана-Санатрука армянское войско было разбито, маскуты взяли армянскую столицу Вагаршапат и в течение почти года хозяйничали в Армении, пока наконец полководец Ваче Мамиконян неожиданным нападением на лагерь маскутов на горе Цлу-Глух не уничтожил основные силы их войска; затем он выбил Санесана из Вагаршапата и совершенно уничтожил его армию у крепости Ошакан; голову Санесана он доставил царю Хосрову. В 371 г. маскуты выступают в качестве союзников албанского царя Урнайра в набеге на Армению (инициированном опять-таки Шапуром II); но они были разбиты армянским полководцем Мушегом Мамиконяном.

## Дальнейшая история
В 457 г., во время восстания (против персов) албанского царя Вачэ, маскуты, в качестве его союзников, участвовали в осаде Чора (Дербента). После 488 г., при албанском царе Вачагане III, область отходит к Албании. Однако, в 510 г., область вновь отходит к персам, становясь провинцией (марзпанством) со столицей в Чоле. По указанию Хосрова I Ануширвана город был перестроен и переименован в Дербент («Узел дорог»).
В 628—630 гг. Маскут переживает нашествие хазар, а затем входит в государство албанского правителя Враз-Трдата и его сына Джеваншира, которые носили титул «царей Албании, Лпинии и Чолы». В 692 г. область впервые подвергается нашествию арабов, которые окончательно завоевали и исламизировали её в 730-х гг.. Тогда же арабский полководец Мерван бен Мухаммед поселил в области хазар, обращенных арабами в ислам. В исламскую эпоху Маскут был известен как Маскат, позже Мускур.
К X веку Маскут теряет остатки самостоятельности, часть его отходит к Ширвану, другая часть в состав Дербентского эмирата.
Последние упоминания о маскутах относятся к XI—XIII вв.. О названии Маскута ныне напоминают современные топонимы Мушкур в Азербайджане и название пригорода г. Баку, пос. Маштага.